# (33619) Dominickrowan
1999 JB66 (asteroide 33619) é um asteroide da cintura principal. Possui uma excentricidade de 0.09479780 e uma inclinação de 4.65028º.
Este asteroide foi descoberto no dia 12 de maio de 1999 por LINEAR em Socorro.